# Палата шахівниці
Пала́та шахівни́ці (англ. Exchequer) — вищий орган фінансового управління у середньовічній Англії, у володіннях Плантагенетів у Франції, а також у Шотландії, один з перших спеціалізованих фінансових органів в європейській історії. Назва походить від способу підрахунку й перевірки грошових надходжень від фінансових чиновників на місцях з використанням клітчатого сукна, яке нагадувало дошку для гри у шахи. На ранніх етапах розвитку цього органу він сполучав фінансові, адміністративні й судові функції. Згодом Палата шахівниці трансформувалась на вищий контрольно-ревізійний орган з фіскальних питань, а її судові функції перейшли в окремий заклад — Скарбницький суд. Значення цих органів падало по мірі спрощення й уніфікації фінансових систем Англії та Шотландії і розширення компетенції Державної скарбниці, а на початку XIX століття вони були ліквідовані.

## Походження
Перша згадка про Палату шахівниці міститься в одному з послань англійського короля Генріха I «баронам шахівниці» (лат. baronibus de scaccario), датованому 1110 роком. Спосіб розрахунків з використанням клітчатої тканини до того часу був уже досить відомим у Франції. Подібна розмітка являла собою найпростішу рахівницю, яка дозволяла усунути головну проблему арифметичних обрахувань на основі римських цифр — відсутність знаку нуль. Кожен стовпчик кліток являв собою десятковий розряд, у клітки вносився рахунковий матеріал (зазвичай, жетони), що відповідав сумам, які слід було скласти або відняти. Шляхом переміщення жетонів стовпцями здійснювались арифметичні розрахунки: їх відсутність у клітці означала відсутність цифри для підрахунку. Ймовірно, подібний спосіб розрахунків проник в Англію у період безпосередньо після нормандського завоювання з Лана, або, що більш імовірно, з Лотарингії.
Існування закладу, подібного до Палати шахівниці, в Нормандії до вторгнення Вільгельма Завойовника в Англію, однозначно не доведено. Упровадження подібного способу розрахунків у фіскальну систему англійського королівства пов'язано з іменем Роджера, єпископа Сольсберійського, який домінував у королівській адміністрації за правління Генріха I Боклерка.
Результати підрахунків прибутків короля з використанням клітчатої тканини, натягнутої поверх столу, стали записуватися в особливі пергаментні сувої, які отримали назву «скарбницьких сувоїв» (англ. pipe rolls). Перший скарбницький сувій, що дійшов до нас, належить до 1130 року, а починаючи з 1156 року збереглись сувої за кожен фінансовий рік англійського королівства.

## Палата шахівниці в Англії
Первинно функції підрахунку й контролю прибутків державної скарбниці в Англії концентрувались у королівській курії. Двічі на рік, на Великдень та на Михайлів день, до двору короля збирались шерифи графств, бальї та інші чиновники місцевої адміністрації, які представляли дані про зібрані фінансові надходження та здійснені видатки. Ці дані підраховувались службовцями королівської курії на столі, величиною 10 на 5 футів, вкритому чорною клітчатою тканиною. Розрахунки звірялись із сумами, що фактично надійшли до королівського казначейства. Монети, що надходили, переплавлялись, за давньою англосаксонською традицією, та зважувались для визначення реальної суми прибутку. У здійсненні контролю брали участь вищі посадові особи придворної адміністрації, в тому числі канцлер, лорд-скарбничий, маршал і констебль, а також інші «барони державної скарбниці». Одночасно проводилось розслідування й винесення судових вироків у різних фінансових суперечках на місцях. Порядок функціонування фіскальної адміністрації у XII столітті відомий за трактатом «Діалог про Палату шахівниці», написаним скарбничим короля Генріха II Річардом Фітц-Нігелем.
До середини XII століття можна казати про відокремлення рахунково-ревізійної функції королівської курії в окремий фінансовий заклад — Палату шахівниці, що розмістилась у Вестмінстері. Вона увійшла до системи вищих фінансових органів Англії, поряд із Казначейством, яке займалось збиранням та зберіганням коштів держави, Палацовою палатою (англ. Chamber) та, пізніше, Королівським гардеробом (англ. Wardrobe), де містилась особиста скарбниця короля та його коштовності. Одночасно відокремлювались фіскальні й судові функції Палати шахівниці: до 1190 року всередині Палати з'явились два відділення: Рахункова палата (англ. Exchequer of Receipt), що займалась обліком і контролем державних прибутків, і Скарбницький суд або «Суд шахівниці» (англ. Exchequer of Pleas) — вищий судовий орган з фінансових та фіскальних суперечок. У Суді засідали скарбницькі барони, тоді як у Рахунковій палаті концентрувалась поточна облікова діяльність, яку здійснювали технічні службовці.
Поступово Палата шахівниці перетворилась на вищий орган фінансової адміністрації Англії. Їй були підзвітні шерифи графств й митарі, до Палати стікались прибутки від санкціонованих парламентом податків, феодальних платежів, митних та судових зборів. Однак із посиленням влади короля, а також внаслідок падіння ефективності роботи Палати, частина її функцій перейшли до Палацової палати, підпорядкованої безпосередньо монарху. Вже за Едуарда VI й, особливо, за перших Тюдорів на перший план у фінансовій адміністрації Англії вийшов лорд-скарбничий і Палацова палата, яку він очолював, тоді як за Палатою шахівниці збереглись лише функції збирання традиційних феодальних прибутків і фінансування королівського палацу. До кінця XVIII століття Палата шахівниці перетворилась на архаїчну інституцію та в результаті реформ Вільяма Пітта втратила свої повноваження. Остаточно її було скасовано 1834 року.

## Палата шахівниці в Нормандії
Перші свідчення про існування «Палати шахівниці» (фр. Echiquier) у Нормандії належать до періоду правління Генріха I. Її розвиток йшов тими самими шляхами, що і в Англії, завдяки комплексу заходів з уніфікації фінансової адміністрації обома берегами Ла-Маншу, здійснених Генріхом I і першими Плантагенетами. Засідання Палати проводились в особливій залі в герцогському палаці в Кані, там само зберігався і скарб Нормандії. Головував на засіданнях Палати сенешаль Нормандського герцогства. До складу членів цього органу входили посадові особи герцогського двору, судді й технічні спеціалісти. Як і в Англії, облік та ревізія рахунків бальї, прево, віконтів та відкупщиків здійснювалась двічі на рік: на Великдень та Михайлів день. Державна скарбниця як особливий орган в Нормандії не сформувалось: надходження коштів та їхнє зберігання здійснювалось безпосередньо Палатою. До кінця XII століття Палата шахівниці стала вищим фінансовим органом Нормандії. Особливістю Нормандії за Плантагенетів стала високорозвинена й досить ефективна адміністративно-фіскальна система, яка за рівнем централізації переважувала всі інші регіони Франції й дозволяла королям-герцогам акумулювати значні кошти. Однією з головних ланок цієї системи слугувала Палата шахівниці.
Після переходу Нормандії під владу королів Франції Палата шахівниці як орган фінансового управління була збережена, а принципи її функціонування істотно вплинули на організацію загальнофранцузької Рахункової палати. По мірі посилення централізації, нормандська палата перетворилась на виїзну сесію паризького парламенту й Рахункової палати. У період Столітньої війни, коли Нормандію було завойовано Ланкастерами, був утворений постійнодіючий «Суд шахівниці», що став вищим органом судової влади герцогства. Фіскально-розрахункові функції були передані в Рахункову палату Нормандії, яка засідала в Манті. Відновлення французької влади в Нормандії у 1450 році потягнуло за собою ліквідацію самостійності нормандських фінансових закладів.

## Палата шахівниці в Шотландії
У Шотландії виникнення інституту Палати шахівниці належить до останніх десятиліть XII століття. Найвірогіднішою датою нині вважається 1182 рік, а першим заходом палати — збір феодальної допомоги з населення Шотландії на сплату викупу за короля Вільгельма Лева, що потрапив в англійський полон. У XIII—XV століттях Палата ще не являла собою постійно діючий орган: її засідання проходили один — два рази на рік під головуванням канцлера Шотландії. Окрім канцлера до складу Палати входив лорд-камергер, кілька прелатів та придворних короля, а також штат технічних службовців. Палата перевіряла рахунки прибутків та видатків, які надавали шерифи та бальї графств, міські прево й чиновники королівської юстиції, а також лорд-камергер, відповідальний за збір та витрату надходжень до державної скарбниці. Постійного місцезнаходження Палати не існувало — засідання проводились у Лінлітгоу, Арброті, Скуні, Единбурзі чи інших містах. Судові та адміністративні функції шотландської Палати не були такими розвиненими, як в Англії. Державна скарбниця також була відокремлена від Палати і перебувала у підпорядкуванні лорда-камергера, з XV століття — лорда-скарбничого. Перші століття свого існування Палата виступала як контрольно-ревізійний орган при канцлері.
У 1584 році Палата шахівниці була реформована й перетворилась на судовий орган з фінансових питань, а також у справах королівського домену, однак її засідання залишались нерегулярними. За часів правління Олівера Кромвеля існував особливий Скарбницький суд або «Суд шахівниці» (англ. Court of Exchequer) (1655—1659), що займався розглядом справ, пов'язаних із державними прибутками. Після утворення Великої Британії 1708 року було започатковано Шотландський скарбницький суд (англ. Exchequer Court (Scotland)) за зразком аналогічного англійського інституту, який став вищим судовим органом у митних, торгових і податкових питаннях. До його складу входили лорд головний скарбницький барон й чотири скарбницькі барони. По мірі уніфікації фінансового права Великої Британії значення Шотландського скарбницького суду стало падати. У 1832 році повноваження суду були передані до Сесійного суду (англ. Court of Session) — вищу судову інстанцію у цивільних справах Шотландії.